# Jean Claesson
Jean Claesson (15 de diciembre de 1882 - 8 de febrero de 1951) fue un cantante y actor de nacionalidad sueca.

## Biografía
Su nombre completo era Jean Axel Isidor Claesson, y nació en Estocolmo, Suecia. Claesson debutó como actor teatral en el año 1902, aunque en 1910 decidió cambiar su trayectoria y actuar como cantante de cabaret, participando por la región nórdica en diferentes espectáculos de ese género y de revista. Sin embargo, mientras trabajaba en la revista Folkets gröna ängar en 1933, sufrió un accidente por el cual resultó gravemente herido, motivo por el cual hubo de cancelar sus actuaciones. 
En el año 1911 grabó su primer disco como cantante, y en 1912 actuó por vez primera en el cine, en la cinta dirigida por Victor Sjöström Trädgårdsmästaren, participando en un total de más de 20 películas.
Jean Claesson estuvo casado entre 1909 y 1914 con la actriz Margareta Lindlöf (1887–1970), con la que tuvo dos hijos: Birgit (1909–1946), que con el periodista Ingvar Axelsson tuvo a Hans Jonstoij, y Jean Bertil (nacido y muerto en 1912). A partir de 1916 estuvo casado con la manicura Gerda Martina Bengtsson (nacida en 1889), y entre 1925 y 1938 con la actriz Sonja Claesson (1901–1975). El actor falleció en la residencia para actores Höstsol, en el Municipio de Täby, en el año 1951.

## Filmografía
- 1912 : Trädgårdsmästaren
- 1917 : Löjtnant Galenpanna
- 1926 : Ebberöds bank
- 1932 : Skråköpings rundradio inviges
- 1933 : Bomans pojke
- 1934 : Arbete!
- 1934 : Kungliga Johansson
- 1936 : 65, 66 och jag
- 1936 : Annonsera!
- 1938 : Styrman Karlssons flammor
- 1938 : Med folket för fosterlandet
- 1939 : Gläd dig i din ungdom
- 1939 : I deklarationstider
- 1939 : Rena rama sanningen
- 1939 : Valfångare
- 1940 : Juninatten
- 1940 : Stål
- 1940 : Man och kvinna
- 1941 : Det sägs på stan
- 1941 : Soliga Solberg
- 1942 : I gult och blått
- 1943 : En fånge har rymt
- 1945 : Sextetten Karlsson
- 1946 : 91:an Karlsson. "Hela Sveriges lilla beväringsman"
- 1948 : Känn dej som hemma

## Teatro
- 1933 : Folkets gröna ängar, de Åke Söderblom, Tor Bergström, Sten Axelson y Gösta Chatham, dirección de Ragnar Klange, Folkets hus teater[2]
- 1938 : Kökskavaljerer, de Siegfried Fischer, dirección de Siegfried Fischer, Mosebacketeatern[3]
- 1940 : Här dansar Kalle Karlsson, de Siegfried Fischer, Klippans sommarteater[4]